# Višňové (Trenčín)
Višňové (in ungherese Alsóvisnyó) è un comune della Slovacchia facente parte del distretto di Nové Mesto nad Váhom, nella regione di Trenčín.